# Le Soir
Le Soir (с фр. — «Вечер») — бельгийская ежедневная газета на французском языке. Основанная в 1887 году Эмилем Росселем, газета была задумана как политически независимый источник новостей. Вместе с «La Libre Belgique» это одна из самых популярных франкоязычных газет в Брюсселе и Валлонии, а с 2005 года она издаётся в формате Берлинер. Она принадлежит компании «Rossel & Cie», которая также владеет несколькими бельгийскими новостными агентствами, а также французской газетой «La Voix du Nord».

## История и профиль
Le Soir была основана как бесплатная рекламная газета в 1887 году. Позже она стала платной.
Когда Бельгия находилась под оккупацией нацистской Германии во время Второй мировой войны, «Le Soir» продолжала выходить под немецкой цензурой, в отличие от многих бельгийских газет, выходивших подпольно. Газета, которая стала известна как «Le Soir Volé» (или «Украденный Le Soir»), была пародирована группой сопротивления «Фронт независимости» которая в 1943 году опубликовала сатирическое просоюзническое издание газеты, получившее название «Faux Soir» (или «Поддельный Soir»), которое смешивалось с официальными экземплярами газеты и распространялось в новостных киосках Брюсселя. «Украденный Le Soir» был примечателен тем, что в него входили карикатурные комиксы Эрже «Приключения Тинтина» во время войны.
Возобновленное производство «Свободный Le Soir» под руководством Люсьена Фусса началось 6 сентября 1944 года, всего через несколько дней после освобождения Брюсселя союзниками. Издателем газеты является компания «Rossel».

## Тираж
В период 1995–1996 годов тираж Le Soir составил 182 798 экземпляров. Тираж газеты в 2002 году составил 130 495 экземпляров, а доля рынка — 20,3%. Тираж газеты составил 104 000 экземпляров в 2003 году и 101 000 экземпляров в 2004 году.

## Редакционная позиция
По сравнению со своим правоцентристским католическим конкурентом «La Libre Belgique», «Le Soir» рассматривается как либеральная и прогрессивная газета с политическими федералистскими наклонностями.
Подтверждённая в связи с выходом нового формата 15 ноября 2005 года, «Le Soir» описывает свою редакционную позицию как «прогрессивную и независимую ежедневную газету». Она описывает свои цели как «противовес» и «всегда быть начеку, в русле общества».

## Судебный иск с Google
Газета приобрела известность в Интернете после того, как ей удалось подать в суд на поисковую систему Google за нарушение авторских прав. Дело было построено на том факте, что Google сделал части веб-сайта газеты доступными через свою поисковую систему и Google Новости, даже после того, как спорные статьи были удалены с веб-сайта газеты. Бельгийский судья постановил, что это не соответствует бельгийским нормам, и обязал Google удалить все «нарушения авторских прав» со своих веб-сайтов. Google отреагировал удалением всех ссылок на газету не только из своего новостного сервиса, но и из своего поискового индекса.

## Угрозы взрыва из-за карикатур «Charlie Hebdo»
В ответ на террористический акт в редакции Charlie Hebdo 7 января 2015 года, в результате которой погибло 12 человек, некоторые международные организации, такие как «Репортёры без границ» и «Индекс цензуры», призвали переиздать спорные карикатуры журнала «Charlie Hebdo» в знак солидарности с французским сатирическим журналом и в защиту свободы слова. 8 января газета «Hamburger Morgenpost» поместила на своей обложке карикатуры из журнала «Charlie Hebdo», после чего её подвергли бомбардировке.
Изданию «Le Soir» угрожали взрывами за переиздание карикатур Charlie Hebdo, в том числе многих сатирических религий.